# Assafarge
Assafarge ist eine ehemalige Gemeinde (Freguesia) im portugiesischen Kreis Coimbra sie wurde 2013 mit der Freguesia Antanhol zur União das Freguesias de Assafarge e Antanhol zusammengeschlossen. In ihr lebten zum 30. Juni 2011 2.722 Einwohner.
Am 29. September 2013 wurden die Gemeinden Assafarge und Antanhol zur neuen Gemeinde União das Freguesias de Assafarge e Antanhol zusammengeschlossen. Assafarge ist Sitz dieser neu gebildeten Gemeinde.